# Peruvia
Peruvia es un género de saltamontes perteneciente a la subfamilia Gomphocerinae de la familia Acrididae, y está asignado a la tribu Amblytropidiini. Este género se distribuye en Argentina, Brasil, Colombia, Ecuador y Perú.

## Especies
Las siguientes especies pertenecen al género Peruvia:
- Peruvia jagoi Cadena-Castañeda y Cardona, 2015
- Peruvia nigromarginata (Scudder, 1875)